# Candidature (film)
Pour les articles homonymes, voir Candidature.
Pour plus de détails, voir Fiche technique et Distribution.
Candidature est un moyen métrage français réalisé par Emmanuel Bourdieu, sorti en 2001. Prix Jean-Vigo 2001.

## Fiche technique
- Titre : Candidature
- Réalisation : Emmanuel Bourdieu
- Scénario : Emmanuel Bourdieu et Marcia Romano
- Production : Mani Mortazavi
- Pays d'origine :  France
- Format : couleurs
- Genre : comédie dramatique
- Durée : 45 minutes
- Date de sortie : 2001

## Distribution
- Denis Podalydès : Jean Dupuis
- Cécile Bouillot : Pauline Kiriloff
- Scali Delpeyrat : Luc Dunoyer
- Maurice Bénichou : Le président du jury